# V 155
V 155, ab 1917 T 155, war ein deutsches Großes Torpedoboot und diente von 1908 bis 1945 in der Kaiserlichen-, der Reichs- und der Kriegsmarine.

## Geschichte

### Kaiserliche Marine
Im Ersten Weltkrieg war V 155  zusammen mit G 133, G 136, V 151 V 152, V 154, V 157 V 158 und V 160  Teil der IV. Torpedobootsflottille. Am 24. September 1917 wurde V 155 in T 155 umbenannt.

### In der Reichsmarine
Das Boot wurde in die Reichsmarine übernommen und der Marinestation der Nordsee in Wilhelmshaven zugeteilt. Hier gehörte es zum Sperrversuchskommando der Inspektion des Torpedo- und Minenwesens.
Von 1922 bis 1924 wurden T 155 und seine Schwesterboote in der Reichsmarinewerft Wilhelmshaven umgebaut, wobei die Kohle- durch eine Ölfeuerung ersetzt wurde. Dabei wurden die Länge und der Tiefgang der Boote geringfügig verändert.

### In der Kriegsmarine
Ab Oktober 1936 diente T 155 als Tender und Torpedofangboot. Ab April 1945 kam das Boot bei der neu aufgestellten 4. Geleitflottille zum Einsatz. Am 22. April 1945 sank das Boot vor Swinemünde aus nicht näher bekannten Gründen, eventuell durch Selbstversenkung, auf Position 53° 56′ N, 14° 17′ O. Offenbar wurde es nach Kriegsende von polnischen Behörden gehoben und abgewrackt.

## Kommandanten (Auswahl)
- Kapitänleutnant Friedrich Bonte: bis Herbst 1927
- Oberleutnant zur See Eberhard Godt: von September 1931 bis Dezember 1931
- Oberleutnant zur See Hans-Georg Friedrich Poske: von Oktober 1934 bis Januar 1935